# Friesland: Abdrift
Abdrift ist ein deutscher Fernsehfilm von Astrid Schult aus dem Jahr 2025. Es handelt sich um die 22. Folge der Fernsehreihe Friesland. Sie sollte ursprünglich am 29. Januar 2025 im ZDF erstmals im deutschen Fernsehen ausgestrahlt werden, da aber Das Erste das Spiel der Deutschen Handballmannschaft zeigte, wurde eine Wiederholung gezeigt. Die Folge ist seit dem 22. Januar 2025 in der ZDF-Mediathek zu sehen. Die erste Ausstrahlung erfolgte am 19. April 2025.

## Handlung
In einer Privatuniversität in Leer wird an einem verbesserten Abgasverfahren für Schiffe gearbeitet, die örtlichen Werftbesitzer rechnen mit einem gewaltigen Schub für ihr Unternehmen durch die neue Technik.
Bei seinem neuen Hobby Apnoetauchen in der Ems stößt der Bestatter Wolfgang Habedank auf die Leiche eines an der Technikentwicklung Beteiligten, Professor Lars Schäfer. Offensichtlich wurde ihm vor dem Tod gegen den Kopf geschlagen. Für die Polizisten Süher Özlügül und Henk Cassens stellt sich die Frage nach der Todesursache und dem Motiv für die Tötung des Hochschulprofessors. Apothekenmitarbeiterin Melanie Harms findet heraus, dass das Wasser in Lars Schäfers Lunge gar nicht aus der Ems stammen kann, sondern einen Salzgehalt aufweist, wie er beispielsweise an Flussmündungen ins Meer auftritt. 
Franziska Schäfer zeigt sich entsetzt über die Nachricht vom Tod ihres Ehemanns, auch wenn die beiden seit einiger Zeit getrennt lebten. Grund hierfür war eine angebliche Affäre mit einer anderen Frau. Trost findet sie bei ihrer Schwester Katharina Leibold. Beide sind Töchter der Werftbesitzer Nittum, wobei Leibold vor allem von ihrer Mutter als „schwarzes Schaf“ gesehen wird.
Professorin Ruth Gabrielsen, die Leiterin der privaten Hochschule, an der Lars Schäfer lehrte, und der norwegische Gastdozent Professor Martin Halvorsen sind auf den ersten Blick kooperativ, suchen aber im Verlauf immer verzweifelter nach Daten, die Lars Schäfer auf seinem verschwundenen Laptop hat. 
Die persönliche Assistentin und Studentin Jenny Pfeifer gerät kurzzeitig ins Visier der polizeilichen Ermittlungen, ist aber weder die Affäre von Schäfer noch die Diebin des Laptops. Durch sie erfahren Özlügül und Cassens, dass im Wellenbecken des Hochschullabors gerade mit der gleichen Salzkonzentration im Wasser gearbeitet wird, wie sie auch in der Lunge Schäfers gefunden wurde. Damit steht der Tatort fest.
Kriminalhauptkommissar Jan Brockhorst hat eigentlich Urlaub, kommt aber trotzdem jeden Tag ins Büro. Dabei begegnet er Schäfers Schwiegereltern, Henning und Barbara Nittum, die sich nach den Ermittlungen erkundigen und kein gutes Haar an ihrem Schwiegersohn lassen.
Die Schwester von Franziska Schäfer, Katharina Leibold, wird bei einem Einbruch festgenommen, als sie ebenfalls den Laptop sucht, allerdings nicht wegen der Technik, sondern wegen persönlicher Daten. Sie hatte die Affäre mit Schäfer und wollte dies vor ihrer Schwester geheim halten.
Der Laptop wird schließlich im Wellenbecken durch einen Tauchgang Habedanks gefunden, nachdem bei einer Versuchsreihe eine Anomalie im Becken festgestellt und als mögliche Ursache ein Gegenstand im Becken vermutet wurde.
Im Verlauf wird immer klarer, dass es die Technikverbesserung noch gar nicht gibt und Professor Halvorsen die Ergebnisse gefälscht hat, um bei einer Vorstellung des Projektes Gelder für die Werft Nittums zu bekommen. Halvorsen gibt dies auch unumwunden zu und kooperiert mit der Polizei. Bei einem fingierten Treffen mit Nittum erscheint nicht nur er allein, sondern auch seine Frau. Diese versucht auch Halvorsen aus dem Weg zu räumen, nachdem dieser die Nittums mit der Tötung Schäfers konfrontiert hat. Letztendlich war sie die Mörderin von Schäfer mit dem Motiv, das Unternehmen und die Familie zu retten.
Neben diesem Hauptstrang gibt es weitere Nebenstränge in dieser Geschichte. Unter anderem nimmt sich die IT-Spezialistin Kim Eveling Brockhorst und seiner tristen Urlaubsplanung an, und Wolfgang Habedank kommt beim Leichenfund im Rahmen des Apnoetauchens einmal ganz anders mit dem Tod in Berührung und muss von seinen Freunden aufgefangen werden.
Als Running Gag ist in einer Hafen- oder Wasserszene jeder Folge, meist in einer Dialogpause, dasselbe kurze Delfingeräusch off camera im Hintergrund hörbar. In Abdrift erklingt es nach 47:57 Minuten. Der Wilsberg-Kaffeebecher steht auf dem Schreibtisch im Hochschulbüro des Mordopfers, man sieht ihn einmal ab Minute 26:23 bis 26:29 und dann ab Minute 58:58 bis Minute 59:06 jeweils für wenige Sekunden unter der Schreibtischlampe stehen, augenscheinlich bepflanzt mit einem Kaktus.

## Kritik
Susanne Bald schreibt auf prisma.de bezüglich der tragenden, aber auch tragischen Rolle des Bestatters Habedank in der Folge Friesland-Artenvielfalt: „Bei aller für die Reihe typischen schwarzhumorigen Augenzwinkerei und gelegentlichen Pietätlosigkeit nehmen Drehbuchautor Oliver Welter, Regisseurin Astrid Schult und nicht zuletzt die empathischen Figuren in Habedanks Umfeld sein Problem ernst. Mehr noch: Wie nebenbei wird hier demonstriert, dass die Angst jeden erwischen kann, egal, wie abgeklärt er oder sie auch zu sein scheint. Und dass es völlig in Ordnung ist, sich Hilfe zu suchen, wie nicht nur Süher Habedank nahelegt. "Du bist doch sonst auch Expertin von 'Ich schaff das schon alleine", erwidert er. "Nur weil ich das so mache, heißt das ja nicht, dass das richtig ist." Eine wichtige Botschaft, überbracht ohne Pathos oder erhobenen Zeigefinger – aber zum Glück auch nicht ohne den Humor, für den man die Reihe liebgewonnen hat.“

## Verweise
- Friesland: Abdrift in der ZDF-Mediathek. Video (89 Min.), abrufbar bis 25. Juni 2026
- Friesland: Abdrift  bei crew united